# Colfax (Indiana)
Colfax es un pueblo ubicado en el condado de Clinton en el estado estadounidense de Indiana. En el Censo de 2010 tenía una población de 691 habitantes y una densidad poblacional de 734,98 personas por km².

## Geografía
Colfax se encuentra ubicado en las coordenadas 40°11′39″N 86°40′2″O / 40.19417, -86.66722. Según la Oficina del Censo de los Estados Unidos, Colfax tiene una superficie total de 0.94 km², de la cual 0.94 km² corresponden a tierra firme y (0%) 0 km² es agua.

## Demografía
Según el censo de 2010, había 691 personas residiendo en Colfax. La densidad de población era de 734,98 hab./km². De los 691 habitantes, Colfax estaba compuesto por el 96.09% blancos, el 0.43% eran afroamericanos, el 0% eran amerindios, el 0.72% eran asiáticos, el 0% eran isleños del Pacífico, el 0.29% eran de otras razas y el 2.46% pertenecían a dos o más razas. Del total de la población el 3.18% eran hispanos o latinos de cualquier raza.